# 한국자동차보험 축구단
한국자동차보험 축구단은 한국자동차보험(주) (현 DB손해보험)에서 운영한 축구단으로 1970년 4월 창단되어 실업축구 (현 내셔널리그)에서 활동하였으며 1981년 6월 해체되었다.